# Hattan Bahebri
Hattan Sultan Bahebri (arab. هتان باهبري; ur. 16 lipca 1992 w Dżuddzie) – saudyjski piłkarz grający na pozycji pomocnika w klubie Al-Hilal oraz reprezentacji Arabii Saudyjskiej.

## Kariera
Bahebri jest wychowankiem Ittihad FC. W 2014 roku został na dwa lata wypożyczony do Khaleej FC. Następnie przeniósł się do Asz-Szabab Rijad. Obecnie reprezentuje barwy Al-Hilal.
Hattan Baherbi występował w kadrze U-23. W dorosłej reprezentacji Arabii Saudyjskiej zadebiutował 11 grudnia 2011 roku w meczu z Omanem. Został powołany na Mistrzostwa Świata 2018 oraz Puchar Azji 2019, gdzie w meczu z Koreą Północną zdobył swojego pierwszego gola w reprezentacji.